# Hando Runnel

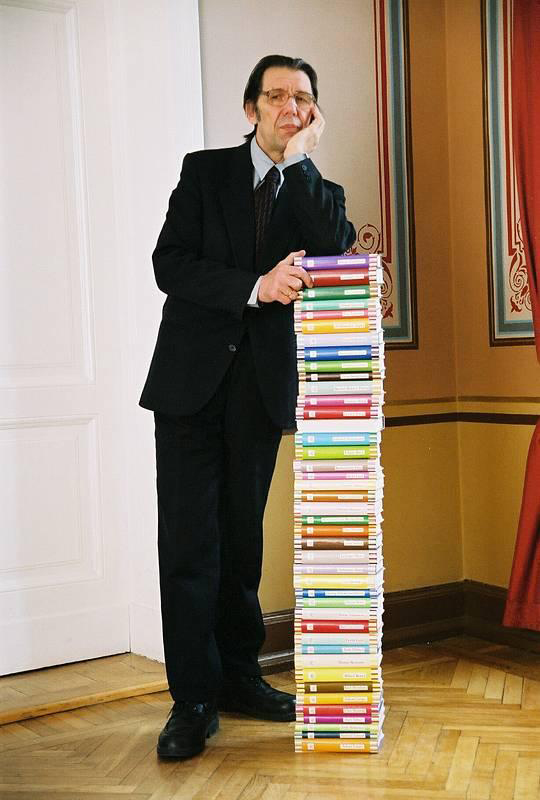
Hando Runnel, 2002

Hando Runnel (* 24. November 1938 im Dorf Liutsala, Kreis Järva, Estland) ist ein estnischer Lyriker und Verleger.

## Leben und literarisches Schaffen
Hando Runnel legte sein Abitur in Paide ab. Er studierte von 1957 bis 1962 Agrarwissenschaft an der Estnischen Landwirtschaftsuniversität in Tartu, schloss sein Studium aber nicht ab. Von 1956 bis 1966 arbeitete er in einer Kolchose.
Runnel war anschließend von 1966 bis 1971 Redakteur der estnischen Literaturzeitschrift Looming. Sein literarisches Wissen hatte er sich hauptsächlich als Autodidakt angeeignet. Seit 1969 gehört er dem Estnischen Schriftstellerverband an.
Seit 1971 ist Runnel als freischaffender Schriftsteller tätig. Während der sowjetischen Besetzung Estlands durften die Werke Runnels zwar erscheinen, einige aber nicht rezensiert werden.
1992, kurz nach Wiedererlangung der estnischen Unabhängigkeit, gründete er den Verlag Ilmamaa in Tartu und war an der Etablierung der geisteswissenschaftlichen Zeitschrift Akadeemia beteiligt. Für sein lyrisches Schaffen wurde er mit den renommierten Juhan-Liiv-Lyrikpreis ausgezeichnet.
Neben seiner Tätigkeit als einer der wichtigsten estnischen Verleger ist Hando Runnel als Kritiker und Herausgeber der Werke von Kalju Lepik, Jaan Lattik, Gustav Suits und Konstantin Päts bekannt. Seit 2002 ist er Ehrenbürger der Stadt Tartu.

## Werke
- "Maa lapsed" (1965)
- "Laulud tüdrukuga" (1967)
- "Avalikud laulud" (1970)
- "Lauluraamat ehk Mõõganeelaja ehk Kurbade kaitseks" (1972)
- "Miks ja miks" (Gedichte für Kinder, 1973)
- "Mõru ning mööduja" (1976)
- "Mere ääres, metsa taga" (Gedichte für Kinder, 1977)
- "Kodu-käija" (Auswahlsammlung, 1978)
- "Punaste õhtute purpur" (1982)
- "Mõtelda on mõnus" (Gedichte für Kinder, 1982)
- "Ei hõbedat, kulda" (Essays und Kritiken, 1984)
- "Juturaamat" (Prosa für Kinder, 1986)
- "Laulud eestiaegsetele meestele" (1988)
- "Mõõk ja peegel" (Essays, 1988)
- "Aja lugu" (Gesangbuch, 1988)
- "Taadi tütar" (Gedichte für Kinder, 1989)
- "Isamaavajadus" (Anthologie politischer Publizistik, 1991)
- "Oli kevad, oli suvi" (1992)
- "Juhan Luiga ja vene küsimus" (Vortrag vor der Universität Tartu, 1993)
- "Üle Alpide" (1997)
- "Haruldused" (1998)
- "Jooksu pealt suudeldud" (Artikel und Essays, 1998)
- "Küüni täitmine" (Schauspiel, gemeinsam mit Madis Kõiv, 1998)
- "Mõistatused" (2000)
- "Omad" (2002)
- "Õpetussõnad" (2003)
- "Suureks saamine: laste laulud ammu ja homme" (Gedichte und Lieder für Kinder, 2004)
- "Sinamu" (2005)
- "Viru veri ei värise. Armastuse laulud" (2006)

## Übersetzungen ins Deutsche
Von Runnel liegt noch kein Gedichtband auf Deutsch vor, jedoch ist er in einigen Anthologien und Zeitschriften vertreten:
- in Estonia 3/1987, S. 120–122, übersetzt von Viktor Sepp und Cornelius Hasselblatt, und 1/1988, S. 26–27, übersetzt von Cornelius Hasselblatt.
- Das Leben ist noch neu. Zehn estnische Autoren. Eine Anthologie. Karlsruhe: INFO Verlagsgesellschaft 1992. (Edition Junge Poesie), S. 79–86, übersetzt von Gisbert Jänicke.

## Privatleben
Hando Runnel ist mit der estnischen Schriftstellerin Katre Ligi (* 1953) verheiratet. Er hat fünf Kinder.